# Anglars-Juillac
Anglars-Juillac är en kommun i departementet Lot i regionen Occitanien i södra Frankrike. Kommunen ligger i kantonen Luzech som tillhör arrondissementet Cahors. År 2022 hade Anglars-Juillac 334 invånare.

## Befolkningsutveckling
Antalet invånare i kommunen Anglars-Juillac
| Referens: INSEE |